# Erich Herker
Erich Otto Friedrich Herker (* 25. September 1905 in Belleben; † 2. September 1990 in Berlin) war ein deutscher Eishockeyspieler.  

## Karriere
Erich Herker nahm mit Deutschland an den Olympischen Winterspielen 1932 in Lake Placid teil, bei denen er mit seiner Mannschaft die Bronzemedaille gewann. Er selbst kam im Turnierverlauf in zwei Spielen zum Einsatz, bei denen er ein Tor erzielte.
Bei der Weltmeisterschaft 1930 gewann er mit seiner Mannschaft die Silbermedaille. Als bestes europäisches Team wurde Deutschland zudem Europameister.
Auf Vereinsebene spielte der Verteidiger für den Berliner Schlittschuhclub und den SC Brandenburg. Mit letzterem gewann er 1934 die deutsche Meisterschaft.

## Erfolge und Auszeichnungen
- 1930 Silbermedaille bei der Weltmeisterschaft
- 1932 Bronzemedaille bei den Olympischen Winterspielen
- 1934 Deutscher Meister mit dem SC Brandenburg